# غسان بن جدو
غسان بن جدو، مجری مشهور تونسی و مدیر سابق دفتر شبکه تلویزیونی الجزیره قطر و مدیر کنونی شبکه ماهواره‌ای المیادین است. او مدتی رئیس دفتر شبکه الجزیره قطر در تهران بود. او همسر ندا قائم‌مقامی نجفی فرزند محمد صالح قائم مقامی نجفی مسئول روابط خارجی سپاه پاسداران در اول انقلاب است.

## راه اندازی شبکه المیادین
بن جدو در بیروت در گفتگو با روزنامه فرامنطقه‌ای القدس العربی اعلام کرد که سرمایه لازم برای راه‌اندازی یک شبکه ماهواره‌ای جدید از بیروت فراهم کرده است. به گزارش آتی نیوز، غسان بن جدو خبرنگار و مجری معروف شبکه الجزیره و مدیر این شبکه در تهران، با بیان اینکه، نوع موضع‌گیری اهل سنت در قبال سوریه و در همین حین، موضع‌گیری تناقض‌آمیز کشورهای عربی و اهل سنت در قبال کشتار بحرین، بسیار سخیف و ناپسند است، مذهب خود را از سنت به تشیع تغییر داد.
این مجری الجزیره، از پدری تونسی است که قبل از کار در الجزیره عضو جنبش النهضه به رهبری الغنوشی بوده که پس از فرار از تونس در الجزیره قطر، مشغول به کار می‌شود.
وی مدتی هم در شبکه المنار حزب‌الله لبنان مشغول به کار بوده و از این رو رابطه خوبی با شیعیان دارد.